# Gisikon
Gisikon es una comuna suiza del cantón de Lucerna, situada en el distrito de Lucerna. Limita al noreste y este con la comuna de Honau, al sur con Root, y al oeste con Inwil.

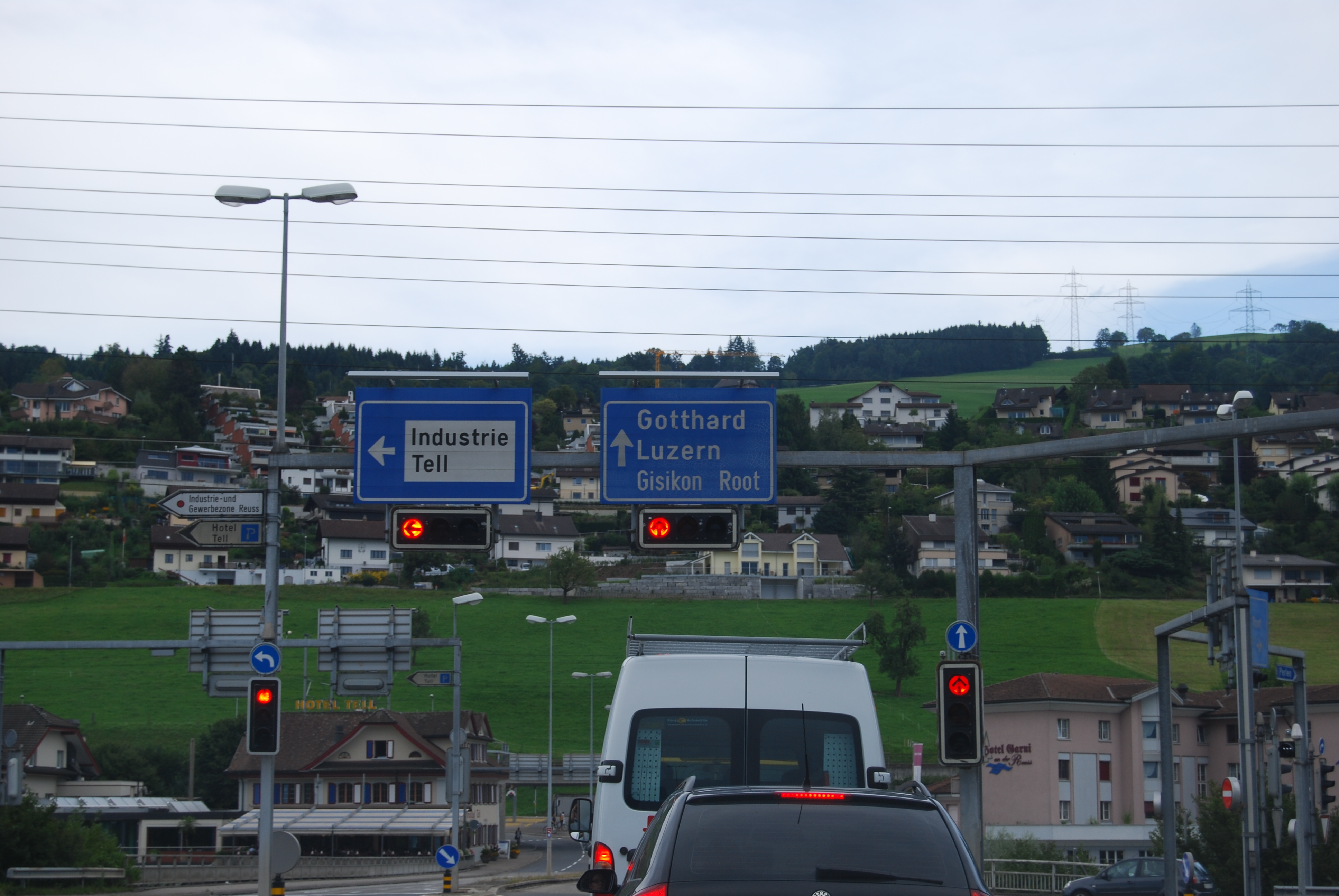
Gisikon

## Transportes
Ferrocarril
Existe una estación ferroviaria en la comuna vecina de Root en la que efectúan parada trenes de cercanías de la red S-Bahn Lucerna.